# Labium ferrugineum
Labium ferrugineum là một loài tò vò trong họ Ichneumonidae.